# 里奥托尔托
里奥托尔托，是西班牙加利西亚自治区卢戈省的一个市镇。 总面积66平方公里，总人口1799人（2001年），人口密度27人/平方公里。